# هیپوفلورو اسید
هیپوفلورو اسید (به انگلیسی: Hypofluorous acid) با فرمول شیمیایی HOF یک ترکیب شیمیایی با شناسه پاب‌کم 123334 است. که جرم مولی آن 36.0057 g mol−1 می‌باشد. شکل ظاهری این ترکیب، بالای −۱۱۷ °C مایع زرد کمرنگ و زیر −۱۱۷ °C جامد سفید است.